# Andrena opacifovea
Andrena opacifovea là một loài Hymenoptera trong họ Andrenidae. Loài này được Hirashima mô tả khoa học năm 1952.